# Fréhel (Francja)
Fréhel (bret. Frehel) – miejscowość i gmina we Francji, w regionie Bretania, w departamencie Côtes-d’Armor.
Według danych na rok 1990 gminę zamieszkiwało 1995 osób, a gęstość zaludnienia wynosiła 61 osób/km² (wśród 1269 gmin Bretanii Fréhel plasuje się na 317. miejscu pod względem liczby ludności, natomiast pod względem powierzchni na miejscu 230.).